# Stanisław Rumiński
Stanisław Rumiński (ur. 1948) – matematyk, informatyk, brydżysta.
Syn Bolesława Rumińskiego. Współtwórca, obok Łukasza Sławińskiego, systemów słabych otwarć ("bezpasowych"), autor konwencji szlemowej.